# Однопиковые предпочтения
Однопиковые предпочтения (англ. single-peaked preferences) — это отношение предпочтения, заданное на линейно упорядоченном множестве допустимых альтернатив и характеризующееся единственной точкой насыщения, при удалении от которой полезность агента монотонно снижается.
Однопиковые предпочтения играют важную роль в теории общественного выбора, так как позволяют обойти ограничения, накладываемые теоремой Эрроу о диктатуре. В случае однопиковых предпочтений можно построить процедуру коллективного выбора, которая не будет диктаторской. В этом случае точка насыщения медианного агента будет той альтернативой, которая выиграет при попарном голосовании у любой другой. Медианным агентом является агент, чья точка насыщения делит множество допустимых альтернатив пополам (см. Медиана в статистике).

## Определение

### Формальное определение
Однопиковые предпочтения задаются на линейно-упорядоченном множестве допустимых альтернатив. Например, на числовой прямой. Про любую пару альтернатив из множества допустимых {\displaystyle x_{i},x_{j}\in X=\{x_{1},\ldots ,x_{N}\}} можно сказать, что либо {\displaystyle x_{i}\geq x_{j}}, либо {\displaystyle x_{j}\geq x_{i}}. Тогда предпочтения агента {\displaystyle \succsim } являются однопиковыми над множеством {\displaystyle X}, если существует единственное {\displaystyle x^{*}\in X} такое, что:
{\displaystyle x_{j}<x_{i}\leq x^{*}\Rightarrow x_{i}\succ x_{j}}
{\displaystyle x_{j}>x_{i}\geq x^{*}\Rightarrow x_{i}\succ x_{j}}
В этом случае точка {\displaystyle x^{*}} есть точка насыщения (идеальный вариант). Если агент выбирает между двумя исходами по одну сторону от неё, он предпочтёт ту, которая находится ближе к {\displaystyle x^{*}}.

### Графическое представление
Предположим, что множество допустимых альтернатив состоит из пяти элементов {\displaystyle X={A,B,C,D,E}}. Однопиковые предпочтения для трёх агентов представлены на левом графике. Предпочтения, не являющиеся однопиковыми, представлены на правом груфике.

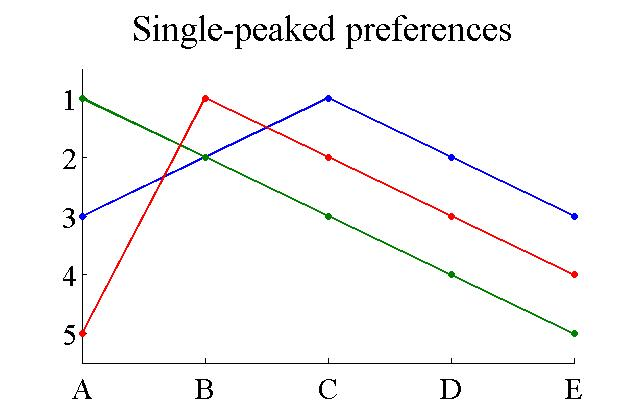
1
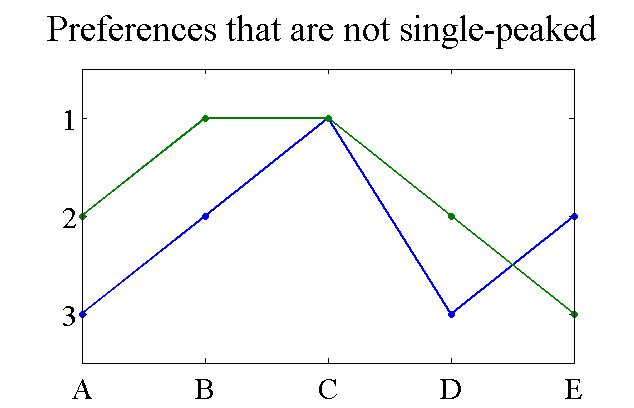
2

## Значение
Однопиковые предпочтения играют важную роль в теории общественного выбора, так как позволяет обойти ограничения, накладываемые теоремой Эрроу. Согласно ей, для произвольных рациональных предпочтений отдельных агентов существует лишь один функционал общественного выбора, который удовлетворяет всем её условиям. Таким функционалом является диктатура, то есть всегда найдётся агент, чьи индивидуальные предпочтения совпадут с коллективными. Однако если заранее ограничить разнообразие предпочтений, предположив их однопиковость, то точка насыщения медианного агента окажется той альтернативой, которая выиграет в попарном голосовании против любой другой. Тем самым можно предъявить не диктаторскую процедуру коллективного выбора.

## Примеры

### Общественные блага
Однопиковые предпочтения возникают в задаче об оптимальном количестве общественных благ, если блага финансируются за счёт индивидуальных взносов некоторого коллектива агентов. В качестве взносов могут рассматриваться как добровольные вклады, так и принудительные платежи государству (налоги). Повышение налогов увеличивает количество общественного блага, но снижает доход который можно потратить на частное потребление. Агент решает следующую задачу, выбирая между тем, сколько потратить на потребление частных благ и какой сделать вклад в общественное благо (см. Благо в экономике):
{\displaystyle \max _{x_{i},G}u(x_{i},G)=x_{i}+a_{i}v(G)}
{\displaystyle x_{i}+g_{i}=w_{i}}
где {\displaystyle u,v} — функции полезности агента; {\displaystyle x} — частное потребление; {\displaystyle G} — общественное благо; {\displaystyle g_{i}} — индивидуальный вклад в общественное благо; {\displaystyle w_{i}} — доход потребителя. При этом сумма взносов равна величине общественного блага {\displaystyle \sum _{j=1}^{n}g_{j}=G}.
На функцию полезности {\displaystyle v} накладываются стандартные ограничения {\displaystyle v'>0,\,v''<0}, то есть она является возрастающей и вогнутой. Если подставить бюджетное ограничение агента в функцию полезности, то получатся однопиковые предпочтения:
{\displaystyle u(x_{i},g_{i})=(w_{i}-g_{i})+a_{i}v{\Bigg (}\sum _{j=1}^{n}g_{j}{\Bigg )}}.
Функция зависит от одной переменной {\displaystyle g_{i}}. Множество её значений линейно упорядочено. Функция имеет единственный глобальный максимум, который является точкой насыщения данного агента. В случае попарного сравнения максимумов разных агентов, большинство проголосует за максимум медианного агента.